# Гроздь (книга)
«Гроздь» — первый сборник стихотворений В. В. Набокова (В. Сирина), опубликованный в эмиграции.

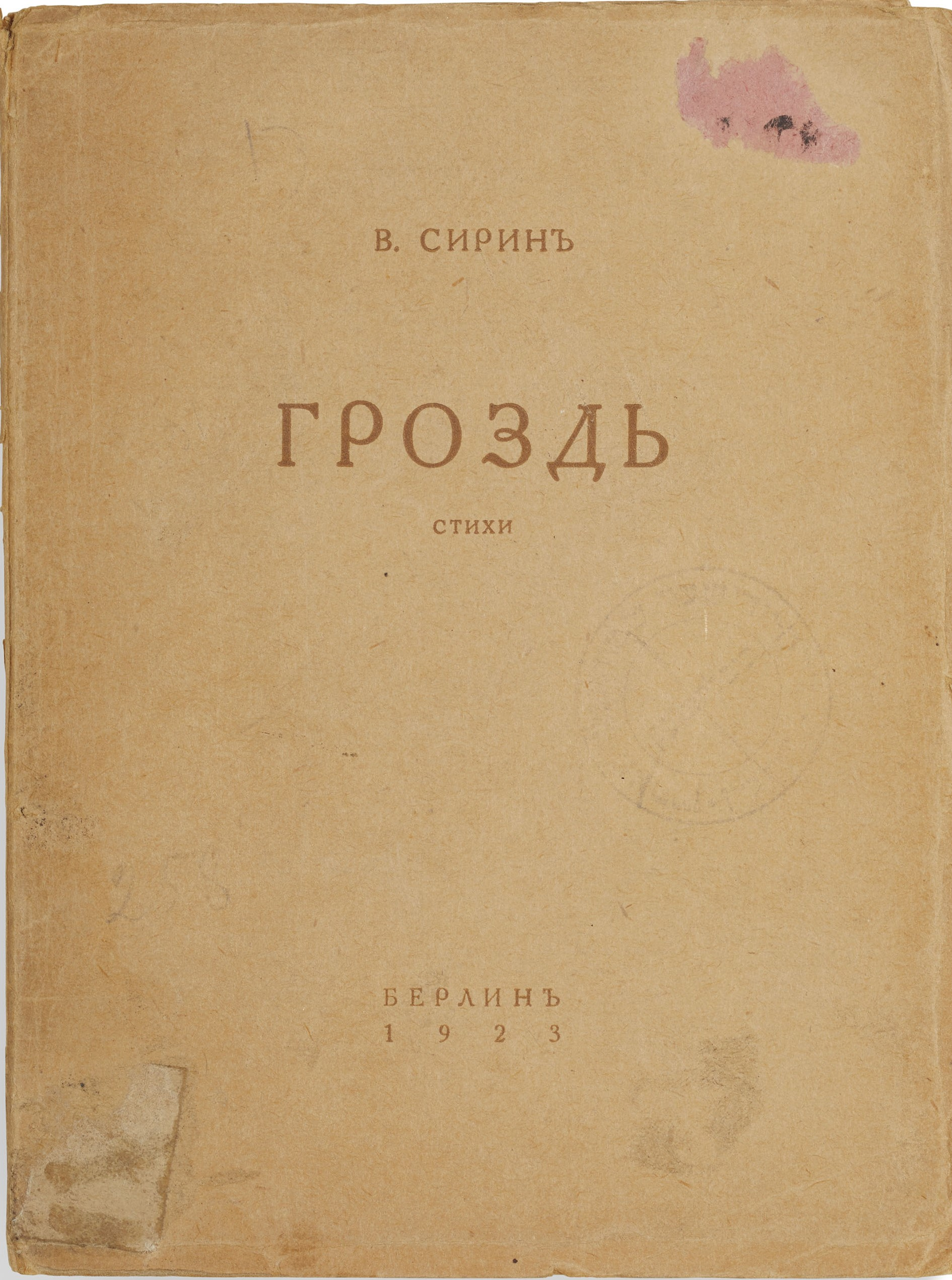

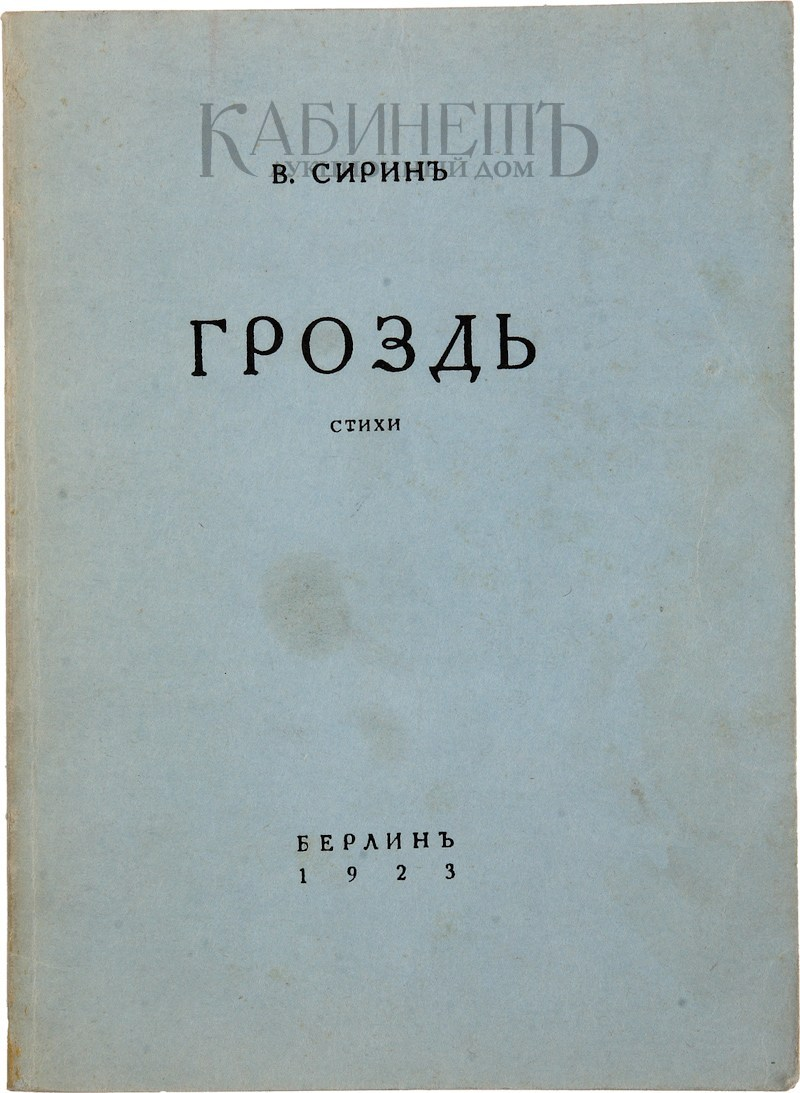
Различные варианты обложек сборника "Гроздь"

## Содержание
I. Гроздь
- «Кто выйдет поутру? Кто спелый плод подметит?» (1922),
- «Придавлен душною дремотой…» (1923)
- «Есть в одиночестве свобода…» (1923)
- «Из блеска в тень, и в блеск из тени…» (1923)
- «Я на море гляжу из мраморного храма…» (1923)
- «Туман ночного сна, налёт истомы пыльной…» (1923)
- «На чёрный бархат лист кленовый…» (1921)
- «Нас мало – юных, окрылённых…» (1922)
- «Садом шёл Христос с учениками…»  (Сказанье (из апокрифа); <На годовщину смерти Достоевского>) (1921)
- На смерть А. Блока  («За туманами плыли туманы…») (1921)
- На смерть А. Блока  («Пушкин – радуга по всей земле…») (1921)
- И. А. Бунину  («Как воды гор, твой голос горд и чист…»; Ивану Бунину) (1923[a])

II. Ты
- «Когда, туманные, мы свиделись впервые…» (1923)
- «Мечтал я о тебе так часто, так давно…» (1923[b])
- Сонет  («Весенний лес мне чудится… Постой…») (1922)
- «Позволь мечтать. Ты первое страданье…» (1923[c])
- «Её душа, как свет необычайный…» (1923)
- «Когда захочешь, я уйду…» (1923)
- «О светлый голос, чуть печальный…» (1923)
- «Все окна открыв, опустив занавески…» (1923)
- «В полнолунье, в гостиной пыльной и пышной…» (1923)
- «О любовь, ты светла и крылата…» (1923)
- Глаза (1922)
- «Пускай всё горестней и глуше…» (1922)

III. Ушедшее
- Пасха  («Я вижу облако сияющее, крышу…») (1922)
- «Молчи, не вспенивай души…» (1922)
- Тристан  («По водам траурным и лунным…») (1921)
- Тристан  («Я странник. Я Тристан. Я в рощах спал душистых…») (1923[d])
- «Ты видишь перстень мой? За звёзды, за каменья…»  (Перстень) (1922)
- «Я помню только дух сосновый…» (1923)
- Рождество  («Мой календарь полуопалый…») (1921),
- На сельском кладбище (1922)
- Viola Tricolor (1921)
- В зверинце (1922)
- Ночные бабочки (1922)

IV. Движенье
- В поезде (1921)
- Экспресс (1923)
- «Как часто, как часто я в поезде скором…» (1923)

## Комментарии
1. ↑  Так дата обозначена в сборнике, в действительности датируется 1920 годом[1].
2. ↑  Так дата обозначена в сборнике, в действительности датируется 1921 годом[1].
3. ↑  Так дата обозначена в сборнике, в действительности датируется 1921 годом[1].
4. ↑  Так дата обозначена в сборнике, в действительности датируется 1921 годом[1].